# أوليكساندر كوشيل
أوليكساندر كوشيل هو فنان ورسام أوكراني ومختص في مجال الرسوميات.
ولد في 10 فبراير 1952 في قرية سمولياز [الأوكرانية]، منطقة بورزنيانسكي [الإنجليزية] في مقاطعة تشرنيهيف.
في عام 1971، تخرج من قسم التصميم التذكاري والزخرفي في معهد لفيف الوطني للفنون [الإنجليزية].
وفي عام 1972 - مدرسة مينسك للفنون في الأكاديمية الوطنية للفنون في مينسك عاصمة بيلاروسيا.
من عام 1973 إلى عام 1979، عمل في مكتب الجماليات الفنية تحت إشراف كبير المهندسين المعماريين في مصنع نيجين "التقدم" التابع لجمعية إنتاج أرسنال (نيجين، منطقة تشيرنيهيف)، ثم رسام كتب [الإنجليزية] في دور النشر في كييف "دنيبرو" و"فيسيلكا" و"المدرسة السوفيتية" ("التعليم") و"أ-با-با-ها-لا-ما-ها [الإنجليزية]" و"ماركا أوكرانيا".
من عام 1992 إلى عام 1998، ثم من عام 2007، كان مدرسًا في مدرسة نيجين للثقافة والفنون. مشارك في المعارض الفنية المحلية والإقليمية والجمهورية والأوكرانية والدولية منذ عام 1979.
ساهم في رسم الرسوم في كتب كثيرة وقصص الأطفال والطوابع البريدية واللافتات المختلفة.